# همه خانواده من
همه خانواده من (سابقا جشن تولد) یک مجموعه تلویزیونی محصول سال ۱۳۹۱–۱۳۹۰ به کارگردانی داریوش فرهنگ، نویسندگی مجید آسودگان و مهدی بهپور و تهیه‌کنندگی احمد زالی می‌باشد که نوروز ۹۱ از شبکه سه سیما پخش شد. این مجموعه در ۱۴ قسمت ۴۸ دقیقه‌ای در گروه اجتماعی سیمافیلم برای پخش در نوروز تولید شد

## خلاصه داستان
این مجموعه دربارهٔ دو خانواده کاشانی است که یکی از این دو خانواده در کار «گلاب» و دیگری در کار «فرش» است، اما پیدا شدن تعهدنامه ای که ۴۰ سال پیش توسط بزرگ این دوخانواده تنظیم شده‌است، ماجراهایی را برای اعضای این خانواده‌ها به وجود می‌آورد… در کنار قصه اصلی در این مجموعه به آیین‌ها و سنت‌های نوروز نیز پرداخته می‌شود.

## بازیگران
- فرهاد آئیش
- پرویز فلاحی‌پور
- فریده سپاه‌منصور
- ارژنگ امیرفضلی
- محمد عمرانی
- کاوه خداشناس
- هدی زین‌العابدین
- ناصر گیتی‌جاه
- خسرو احمدی
- رحمان حسینی
- فرحناز منافی ظاهر
- افسانه ناصری
- مریم سرمدی
- منوچهر علیپور
- علی دستان پور
- شکوفه هاشمیان
- لیداکریملی
- ایلاتهرانی
- علیرضاعسگری
- محمدمهدی احدی
- طهوراکرامتی

## عوامل اصلی تولید
- نویسندگان فیلمنامه: مهدی بهپور، مجید آسودگان
- صدابردار: محمد کیان ارثی
- طراح صحنه و لباس:پیام حسین سوری
- طراح چهره‌پردازی: مهری شیرازی
- مدیر تصویربرداری:شهرام نجاریان
- جلوه‌های ویژه:حمید رسولیان
- صداگذاری و ترکیب صدا: حامد رضی